# Provincia de Palpa
La provincia de Palpa es una de las cinco que conforman el departamento de Ica en el Perú. Es la única del departamento que no tiene costa y la de más reciente creación. Limita por el norte con el departamento de Huancavelica, por el este con el departamento de Ayacucho, por el sur con la provincia de Nasca y por el oeste con la provincia de Ica. 

## Historia

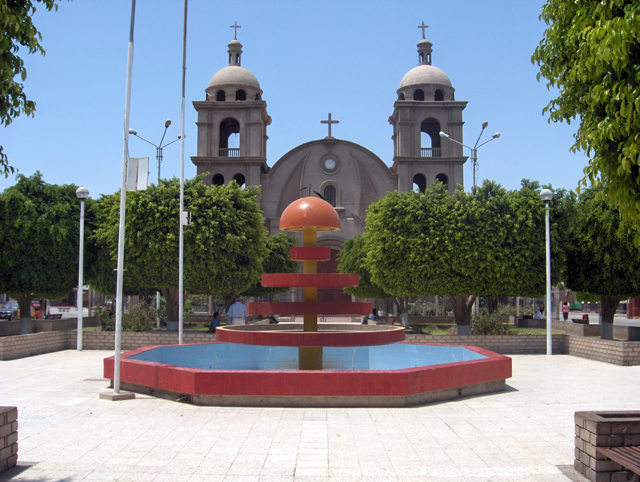
Plaza de Armas de Palpa

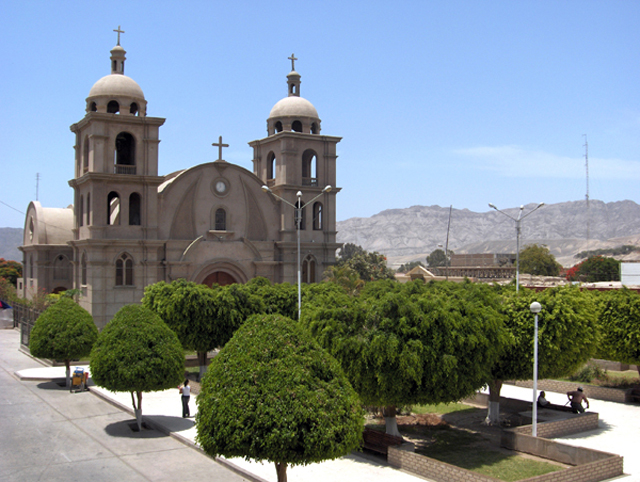
Iglesia de San Cristóbal y plaza de Armas de Palpa

La provincia de Palpa fue creada por Ley 14779, el 27 de diciembre de 1963, con su capital en la ciudad de Palpa.
A través de los años y a inicios del siglo XX, esta ciudad tuvo cierto empuje, gracias a sus pobladores  los  más importantes, creyéndose que realmente sería la próxima en conseguir ser elevada a la
categoría de provincia. Pero, lamentablemente, sus autoridades se dejaron estar y, recién en 1963, en el primer gobierno del arquitecto Fernando Belaúnde Terry, consiguieron este estatus. Palpa se encuentra en una expectante cuenca, que podría darle un despegue.

## Geografía
La geografía de la provincia es muy accidentada, con profundas quebradas (el valle del río Grande) y estrechos valles (ríos Santa Cruz, Palpa y Viscas), que dan inicio a las primeras estribaciones andinas.
El río Grande es uno de los más caudalosos del departamento de Ica.

## División política
La provincia de Palpa se divide en cinco distritos:
- Palpa
- Llipata
- Río Grande
- Santa Cruz
- Tibillo

## Capital
La capital de esta provincia es la ciudad de Palpa que se encuentra a 391 km al sur de la ciudad de Lima.

## Autoridades

### Regionales
- Consejero regional
- 2019-2022:[1] Edith Nancy Guillén Canales (Movimiento Regional Obras por la Modernidad)

### Municipales
- 2019-2022[1]
  - Alcalde: José Luis Montaño Yarasca, del Movimiento Regional Obras por la Modernidad.
  - Regidores:

  1. Juan José Donayre Carpio (Movimiento Regional Obras por la Modernidad)
  2. Mariano Félix Avendaño Auccasi (Movimiento Regional Obras por la Modernidad)
  3. Ysabel Guadalupe Sairitupac Janampa (Movimiento Regional Obras por la Modernidad)
  4. Jorge Waldetrudis Jurado Guevara (Movimiento Regional Obras por la Modernidad)
  5. Oswaldo Pedro Arce Arias (Perú Libertario)

## Economía
- Agricultura: Base de la economía de la provincia, sobresalen los cultivos de naranja, algodón, frutales, ají. productos de panllevar, etc. Hay plantas procesadoras de vegetales.

El turismo aún es muy limitado; pero con un enorme potencial, ya que muy cerca de la ciudad de Palpa y alrededores hay importantes restos arqueológicos, ciudadelas preincas y figuras geométricas (similar a las líneas de Nazca). Es cuestión de tiempo que esta zona adquiera importancia turística.

## Transporte
La carretera Panamericana sur atraviesa la provincia, comunicado con sus similares de Ica y Nasca. Vías carrozables al interior de los anexos y poblados de la provincia que comunica con las comunidades de la sierra de la Región Huancavelica y Ayacucho.
También hay una Pista de aterrizaje en el distrito de Llipata, donde parten avionetas para el sobrevuelo de las Líneas de Palpa.
Vea Aeródromo de Palpa

## Atractivos turísticos
- Ciudad Perdida de Huayuri: Ubicada en el distrito de Santa Cruz (km 384 de la Panamericana sur) complejo arqueológicos, cerrados por colinas, tiene calles estrechas todas de barro. Considerada por algunos como el Machu Picchu de la costa peruana.

La Ciudad Perdida de Huayurí fue construida por los nascas que huyeron ante la invasión que hiciera el ejército del inca Pachacútec cuando expandía su imperio. La ciudad fue construida entre cerros para no ser visible al ejército inca que la ubicó y destruyó.
- Líneas de Palpa: Ubicadas en los poblados de Sacramento, Pinchango y Llipata. A semejanza de las líneas de Nazca, se trata de enormes dibujos o figuras geométricas; animales y plantas.

- Reloj Solar: A 1 km de la ciudad de Palpa, en el lugar conocido como Sacramento, en la falda de un cerro, se encuentran líneas y áreas barridas, geoglifos a los que se le conoce como Reloj Solar. Según algunos investigadores, en el tiempo del equinoccio, se plasma en la línea la señal o reflejo de lo que sería un buen o mal año de cosecha.

- Petroglifos de Chichictara: A 11 km al este de la ciudad, Chichictara en quechua quiere decir 'lluvia de arena', estos petroglifos están distrbuidos en tres sectores, plasmados sobre rocas volcánicas y aluviales. Existen imágenes de guerreros, felinos, aves, serpientes, monos, entre otros.